# Karl Holstein
Karl Holstein (* 1. Oktober 1912 in Hamburg; † 1. März 2003 ebenda) war ein deutscher Maler und Graphiker.

## Leben
Karl Holstein wurde als Sohn eines Grobschmieds geboren. Dieser verbot ihm, Kunstmaler zu werden, denn er sollte einen „richtigen“ Handwerksberuf erlernen. So begann er eine Lehre als handwerklicher Maler, die er auch erfolgreich zu Ende führte. Währenddessen arbeitete er nebenbei, um sich das Geld für teure Zeichenstunden bei Carl Otto Czeschka und Professor Schröder sowie dem Kunsterzieher Korf leisten zu können.
1932 ging Karl Holstein mit einer Mappe voller Zeichnungen zu einem der führenden Kaufhäuser Hamburgs, das eine Stelle als Dekorationsmaler ausgeschrieben hatte. Er wurde aus mehr als 60 Anwärtern ausgewählt. Nachdem er einige Zeit dort tätig gewesen war, wurde er zum Atelierleiter ernannt. Diese Tätigkeit führte er bis zu Beginn des Krieges 1939 aus.
Während des Krieges verlor Karl Holstein ein Auge. Dies nahm ihm zwar die Möglichkeit, räumlich zu sehen, jedoch nicht seinen Mut. So trainierte er sein verbliebenes Auge, indem er anfangs große Plakate zeichnete, die er vor die zerstörten Fensterscheiben der zerbombten Häuser hängte, so dass sie als Werbeflächen zu erkennen waren. Immer öfters nahm er Aufträge für Illustrationen und Graphiken an und machte sich 1948 als Werbegraphiker und Illustrator selbständig.
In der nachfolgenden Zeit entwarf Karl Holstein Prospekte unter anderem für die Firmen Aral, HEW, VW sowie für eines der führenden Modehäuser.
Während der Jahre, in denen Karl Holstein als Werbegraphiker tätig war, lief die freie Malerei für ihn immer nebenher. Aufgrund seiner großen Bescheidenheit blieben seine Bilder lange im Verborgenen und somit der Öffentlichkeit unbekannt. So war es für ihn ein schwerer Entschluss, 1965 aufgrund einer Einladung der Stadt Tours in Frankreich seine Bilder erstmals auszustellen und damit der Öffentlichkeit zugänglich zu machen. Es folgten weitere Ausstellungen in Barcelona, Girona, Frankfurt, Hamburg, München, Bad Nauheim, Kiel, Köln, Sylt und Fehmarn.
1970 eröffnete Karl Holstein ein eigenes Atelier, das er bis zu seinem Tode führte.
Karl Holstein starb an Herzversagen.

## Ausstellungen
- 1921 Erster Preis im Zeichenwettbewerb Hamburger Schulen
- 1963 Erste Ausstellung freier Arbeiten, Aquarelle, Ölbilder in Spanien
- 1964 Ausstellung von Aquarellen und Ölbildern in Barcelona, Spanien
- 1965 Ausstellung in Tours (Frankreich) auf Einladung der Stadt
- 1968 Ausstellungen in Gerona (Spanien) und Schleswig-Holstein
- 1970 Einrichtung eines eigenen Ateliers mit Ausstellungsräumen
- 1970/1971 Ausstellung in der Vereins- und Westbank, Hamburg
- 1972 Ausstellung im eigenen Atelier – Aquarelle und Ölbilder
- 1973 Ausstellung im Institut Francais, Hamburg – Tours und die Touraine – Aquarelle und Zeichnungen aus Frankreich
- 1975 Ausstellung in Pinneberg
- 1975 Ausstellung im eigenen Atelier, Ölbilder und Aquarelle – Thema Hamburg
- 1976 Ausstellung in Tornesch
- 1977 Ausstellung in Tours (Frankreich) auf Einladung der Stadt
- 1977 Ausstellung in Refrath in der Galerie Anastasia – Symbolistische Bilder, die sich mit der Umwelt befassen und Aquarelle vom Bergischen Land
- 1978 Ausstellung in Heidenheim/Brenz im Rathaus auf Einladung der Stadt
- 1978 Ausstellung im Sportzentrum Hamburg-Mundsburg – Aquarelle
- 1978 Ausstellung im eigenen Atelier – Federzeichnungen Hamburg
- 1979 Ausstellung in Pinneberg in der Landdrostei
- 1980 Ausstellung in Leverkusen in der Galerie Koppelmann
- 1980 Ausstellung im eigenen Atelier – Frankreich Reise
- 1981 Ausstellung in Leverkusen in der Deutschen Bank
- 1981 Ausstellung in Irschenhausen im Hollerhaus
- 1981 Ausstellung in Leverkusen in der Deutschen Bank
- 1982 Ausstellung in Hamburg, Deutsche Bank
- 1982 Ausstellung in Leverkusen in der Winkel-Galerie
- 1982 Ausstellung in Kiel in der Galerie Böttcher
- 1982 Ausstellung in München im Kunststudio Mohr und Ch. Sieber
- 1987 Ausstellung in Burg auf Fehmarn, Galerie – Aquarelle
- 1989 Ausstellung in Bad Nauheim – Trinkkurhalle – Aquarelle und Federzeichnungen
- 1989 Ausstellung in Kiel, Deutsche Bank, Aquarelle zum Thema Schleswig-Holstein und Tuschezeichnungen
- 1989 Ausstellung in der Deutschen Bank Köln-Leverkusen – Aquarelle, Zeichnungen und Miniatur-Ölbilder
- 1989 Ausstellung in Hamburg, Galerie am Tibarg – Hamburg Aquarelle, Ölbilder, Thema Landschaftsimpressionen und Graphik
- 1982 bis 2002 wechselnde Ausstellungen im eigenen Atelier